# 木曽呂
木曽呂（きぞろ）は、埼玉県川口市の大字。郵便番号は333-0831。

## 地理
川口市の北部に位置し、さいたま市緑区とも接する。東京外環自動車道の川口中央インターチェンジ（道合）の北部に位置する。地区の東部は大宮台地上、西部は芝川左岸沿いの沖積平野に位置され、その境界に沿って見沼代用水東縁が流れる。地内に縄文中期の遺跡である木曽呂遺跡が存在する。

### 河川
- 芝川
- 見沼代用水東縁

## 歴史
もとは江戸期より存在した足立郡三沼領に属する木曽呂村であった。古くは木揃村とも称された。持添新田を領していた。

### 沿革
- 1871年（明治4年）11月13日 - 第1次府県統合により埼玉県の管轄となる。
- 1874年（明治7年） - 江戸期からの台地上にある庄五郎新田を木曽呂村に併合する。なお、地名は開発者の名前に因む[5][4][6]。
- 1879年（明治12年）3月17日 - 郡区町村編制法により成立した北足立郡に属す。郡役所は浦和宿に設置。
- 1889年（明治22年）4月1日 - 町村制施行により安行領根岸村・安行領在家村・道合村・神戸村・木曾呂村・東内野村・石神村・西新井宿村・新井宿村・赤山村・源左衛門新田・赤芝新田が合併し、神根村が成立。神根村の大字木曽呂となる。
- 1940年（昭和15年）4月1日 - 鳩ヶ谷町（1950年に再分離）、芝村、新郷村と共に川口市に編入される[7]。川口市の大字となる。

## 世帯数と人口
2018年（平成30年）3月1日現在の世帯数と人口は以下の通りである。
| 大字   | 世帯数    | 人口    |
| ------ | --------- | ------- |
| 木曽呂 | 2,438世帯 | 6,041人 |

## 小・中学校の学区
市立小・中学校に通う場合、学区（校区）は以下の通りとなる。
| 番地 | 小学校               | 中学校             |
| --- | -------------------- | ------------------ |
| 1〜1063番地 1187〜1279番地 1288〜1308番地 1317〜1335番地                                                 | 川口市立木曽呂小学校 | 川口市立北中学校   |
| 1064〜1186番地 1346〜1364番地 1373〜1391番地 1400〜1418番地 1428〜1438番地 1525〜1527番地 1561～9999番地 | 川口市立在家小学校   | 川口市立北中学校   |
| その他                                                                                                   | 川口市立在家小学校   | 川口市立在家中学校 |

## 交通
地内に鉄道は敷設されていない。

### 道路
- 埼玉県道・東京都道103号吉場安行東京線
- 都市計画道路 南浦和越谷線
- 緑のヘルシーロード（自転車歩行者道路）

## 施設
- 埼玉学園大学
- 川口短期大学
- 埼玉県立川口北高等学校
- 川口市立北中学校（敷地の一部）
- 川口市立木曽呂小学校
- 川口幼稚園
- きぞろ幼稚園
- 埼玉協同病院
- 川口木曽呂郵便局
- 朝日神社
- 真言宗豊山派 薬王寺
- 木揃堂
- 木曽呂阿弥陀堂
- 木曽呂公園
- 木曽呂南公園

## 関連文献
- 「木曽呂村」『新編武蔵風土記稿』 巻ノ144足立郡ノ10、内務省地理局、1884年6月。NDLJP:763998/79。